# Муке, Эрик
Эрик Муке (род. 19 марта 1960 года, Валансьен, Франция), один из основателей группы Deep Forest.
В составе группы получил премию Грэмми в 1995 году и World Music Awards за лучший альбом в жанре этнической музыки.
Вторым участником группы является Мишель Санчес.
Муке сочиняет и продюсирует для таких музыкантов как Josh Groban, Awake, Ana Torroja, Mell, Chitose Hajime, Sa Dingding.
В 2008 году он запустил новый лейбл с названием Deep Projects. В рамках проекта Эрик выпустил несколько альбомов:
- Deep Brasil (2008)
- Deep Africa (2013)
- Deep China
- Deep Sky
- Deep India